# Široki Brijeg

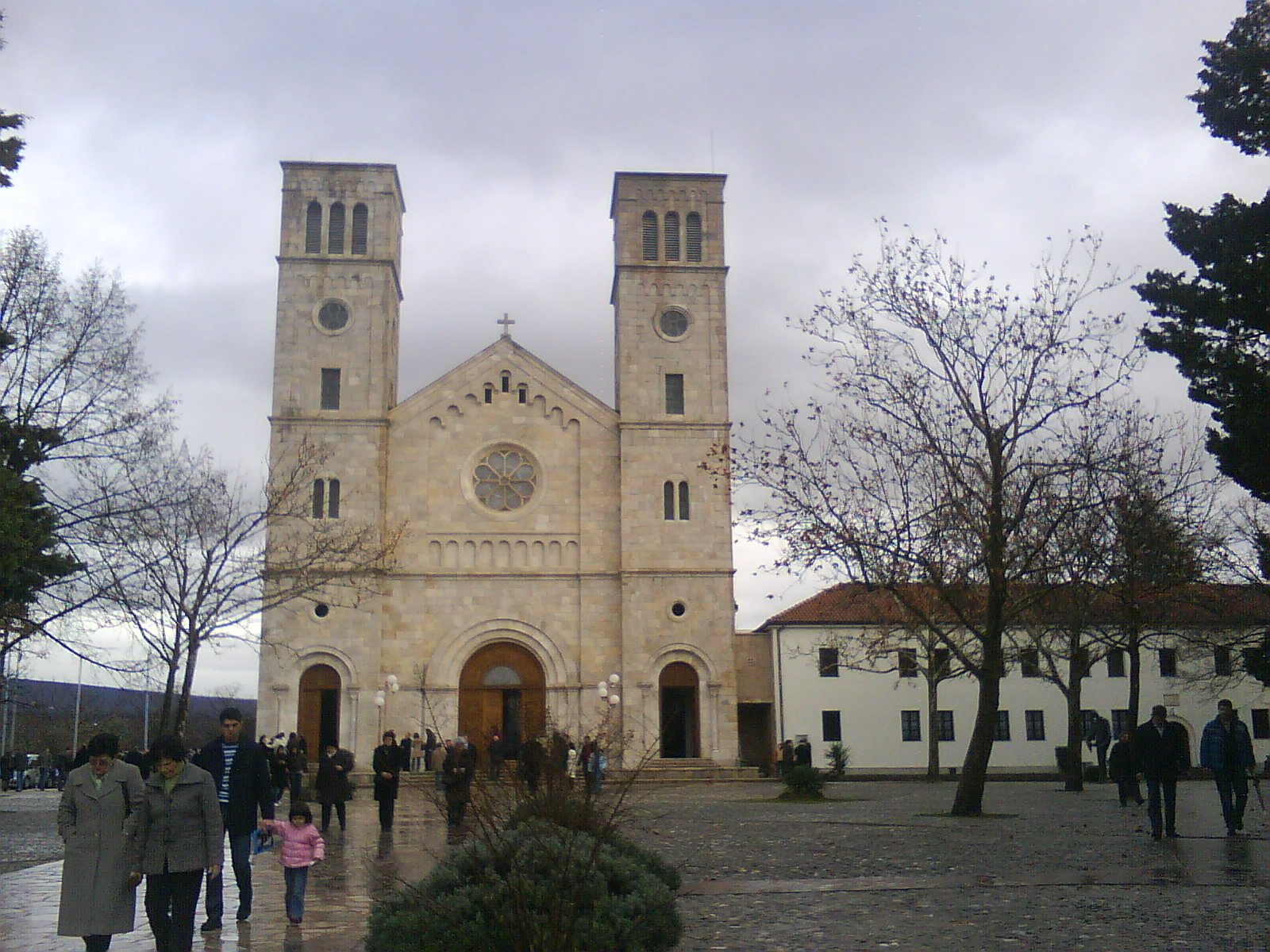
Budova místního kostela

Široki Brijeg je město na jihozápadě Bosny a Hercegoviny, administrativní sídlo Západohercegovského kantonu. Nachází se západně od Mostaru, směrem k hranici s Chorvatskem a městem Posušje. V roce 2013 žilo v Širokém Brijegu 6 149 obyvatel. V širším okolí žilo v témže roce 28 928 obyvatel. Obyvatelstvo Širokého Brijegu je chorvatské národnosti.

## Geografie
Město se nachází na soutoku říček Lištica a Ugrovača v nadmořské výšce okolo 300 m n. m. Ze severu je obklopeno horami (Ovanica, Gvozd), nachází se v krasové krajině. 

## Dějiny
V blízkosti města existují pozůstatky osídlení, které pocházelo z doby ještě před příchodem Římské říše na území současné Hercegoviny. V nedaleké obci Mokro se nachází pozůstatky byzantské baziliky (z 5. nebo 6. století). Ve středověku vznikla v blízkosti Širokého Brijegu i nekropole stećků, náhrobních kamenů, které se vyskytují na řadě míst Bosny a Hercegoviny. Od 12. do 15. století bylo okolí města poměrně hustě osídleno. 
Po příchodu Turků v polovině 15. století řada původního obyvatelstva uprchla do jiných částí Balkánského poloostrova, jen málo lidí zůstalo. Podle tureckých sčítání lidu, která byla uskutečněna v letech 1468/1469, resp. 1475/1576 a 1519, se ukázalo, že více lidí zůstalo v odlehlejších horských sídlech. 
Po liberalizaci náboženských poměrů na území Osmanské říše v první polovině 19. století bylo umožněno Františkánům vybudovat v tomto místě klášter. Dokončen byl v roce 1846. Vznik současného města ale lze datovat až na počátek 20. století, a to v souvislosti s vznikem mlýna s názvem Ćemer. Podle něho byla pojmenována i malá osada několika domů, která se zde rozvíjela. Rozvoji také pomohlo vybudování silnice do nedalekého Mostaru v téže době. Sídlo se jmenovalo podle ním protékající řeky Lištica. 
Františkáni kromě kláštera v této lokalitě také lékárnu, několik obchodů a restauraci a truhlářskou dílnu. V roce 1868 nechali zbudovat kamenný most přes říčku Ugrovača. První škola zde byla postavena roku 1867, v roce 1931 jí doplnilo i gymnázium. Roku 1934 zde byla zprovozněna i vodní elektrárna, později také muzeum s archeologickou, numismatickou, etnografickou a geologickou expozicí. Otevřena byla i banka, pošta, zbudován i kanál pro zavlažování okolních polí. 
Za druhé světové války bylo město obsazeno nezávislým státem Chorvatsko. Město se nacházelo v italské operační zóně, tzn. zde byla přítomna italská vojska. Italové zbudovali několik pevností v okolí města. Při osvobozování města v roce 1945 došlo k pobití řady místních obyvatel.
Až do roku 1990 neslo město název Lištica, poté bylo přejmenováno do současné podoby na Široki Brijeg. Během války v Bosně a Hercegovině zde provedlo jugoslávské letectvo raketový útok hned na počátku konfliktu (v dubnu 1992). Po uzavření míru na základě daytonské dohody se stalo město součástí Federace Bosny a Hercegoviny. 

## Ekonomika
V okolí města Široki Brijeg se nachází značná ložiska bauxitu, která byla využívána od 30. let 20. století. Vrchol těžby nastal v letech osmdesátých, kdy státní podnik Bosit zaměstnával okolo 250 lidí. Průmysl na zpracování této rudy byl rozvíjen v nedalekém Mostaru. 
Mezi další oblasti průmyslu, které jsou v Širokém Brijegu zastoupeny, patří výroba stavebních materiálů a hmot, obuvnický průmysl a zpracování kovů. Nemalá část obyvatelstva se živí také v zemědělství. Rozvíjena je rovněž i turistika; v blízkosti města se nachází několika turisticky atraktivních cílů, jakými jsou např. poutní místo Međugorje, Blidinské jezero, nebo některá pohoří severně od města.

## Doprava
Město není napojeno na bosenskou železniční síť, nejbližší trať se nachází v Mostaru. Jediné hlavní silniční spojení představuje silnice procházející městem východo-západním směrem (z Posušje do Mostaru. Méně významná komunikace spojuje Široki Brijeg potom ještě s katolickým poutním místem Međugorje. 

## Etnické složení
V roce 1991 bylo národnostní složení ve městě následující:
- Chorvati (99,2 %) (26,23)
- Srbové (0,6 %) (147)
- Bosňáci (0,03 %) (6)